# Alfa Romeo C42
Der Alfa Romeo C42 ist ein Formel 1 Auto, das von Alfa Romeo für die Formel-1-Weltmeisterschaft 2022 entwickelt und gebaut wurde. Der C42 entspricht dem neuen technischen Reglement, das ursprünglich 2021 eingeführt werden sollte.
Gefahren wurde das Auto vom ehemaligen Mercedes-Fahrer Valtteri Bottas und Rookie Zhou Guanyu.

## Hintergrund

### Entwicklungskontext
Das neue technische Reglement sollte in der Formel 1 Saison 2021 eingeführt werden. Aufgrund der Störungen durch die COVID-19-Pandemie wurde das Reglement jedoch auf 2022 verschoben. Die Entwicklung aller Fahrzeuge der neuen Generation wurde daher vom 28. März 2020 bis zum 31. Dezember 2020 unterbrochen.

### Ursprüngliches Design und Entwicklung

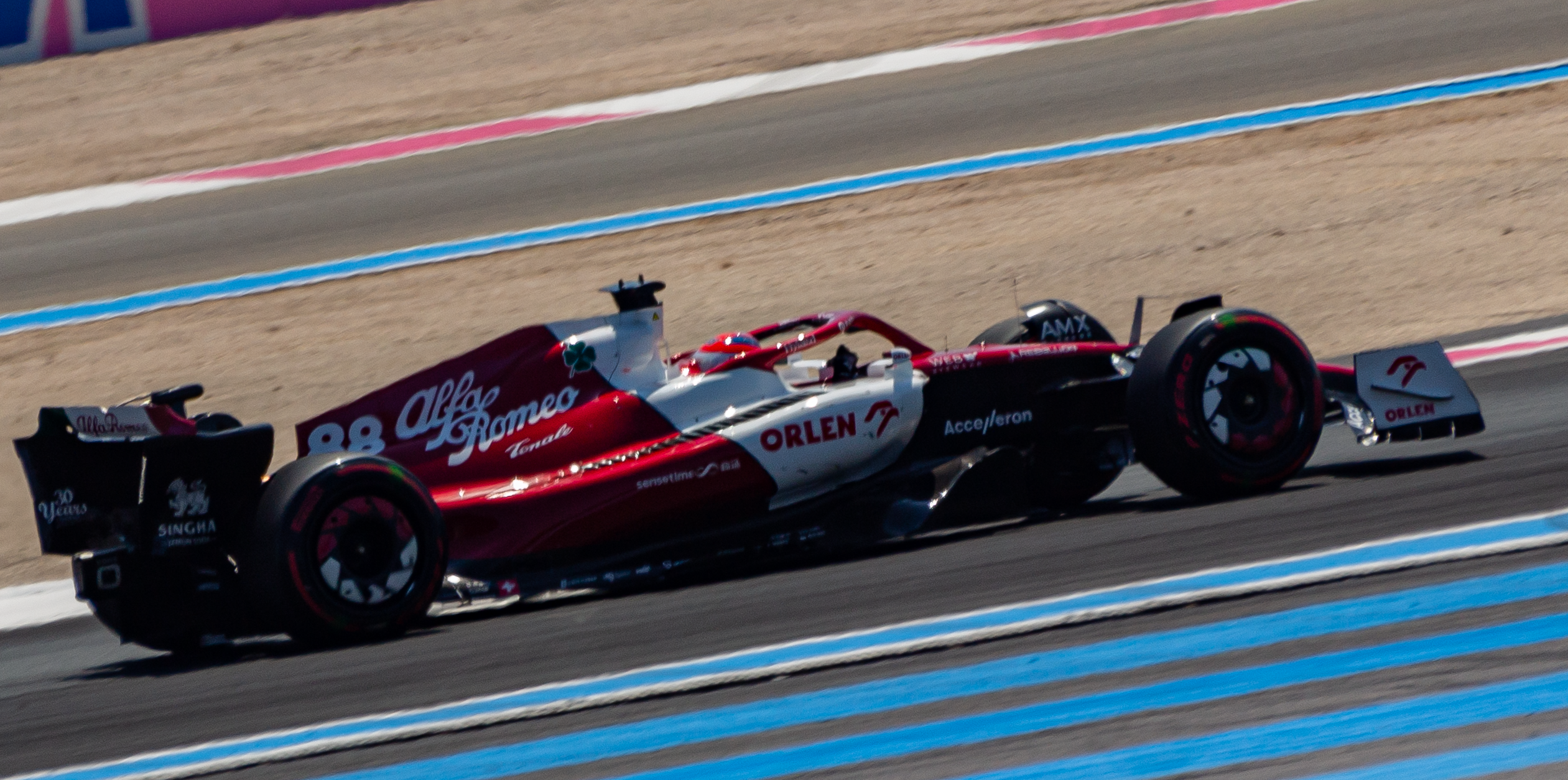
Ersatzfahrer Robert Kubica beim FP1 zum Großer Preis von Frankreich

Bottas bemerkte, dass sich die frühe Version des C42 im Alfa Romeo-Simulator nicht wesentlich von den 2021er-Autos unterschied.
Alfa Romeo verwendete vorne und hinten eine Schubstangenaufhängung, im Gegensatz zu den Schubstangen vorn und Zugstangen hinten, die in der Turbo-Hybrid-Ära zum Standard geworden waren. Der C42 hat den kürzesten Radstand aller 2022er-Modelle. Es verpackt seinen Ferrari-Motor ähnlich wie das Werksteam, mit breiten Seitenkästen, die oben mit Kühllamellen versehen sind. Alfa Romeo entwickelte mehrere wichtige Komponenten selbst und kaufte sie nicht von Ferrari, wie es das Unternehmen und sein Vorgängerteam Sauber Motorsport getan hatten, seit Sauber in der Formel-1-Weltmeisterschaft 2010 ein Ferrari-Kundenteam wurde. Zu diesen Teilen gehören der Kraftstofftank, die Hinterradaufhängung und die Außenstruktur des Getriebes (die Innenkomponenten des Getriebes stammen weiterhin von Ferrari).

## Lackierung und Sponsoring
Der C42 ist überwiegend in Weiß und Dunkelrot lackiert.
Es werben Alfa Romeo, Marelli, Pirelli, PKN Orlen und Singha auf dem Fahrzeug.